# Рачковичский сельсовет
Ра́чковичский сельсове́т — административная единица на территории Слуцкого района Минской области Республики Беларусь.

## Состав
Рачковичский сельсовет включает 15 населённых пунктов:
- Белевичи — деревня.
- Замошье — деревня.
- Ковержицы — деревня.
- Лядно — агрогородок.
- Малышевичи — деревня.
- Новые Рачковичи — деревня.
- Придирки — деревня.
- Пятницы — деревня.
- Рачковичи — деревня.
- Славино — деревня.
- Танежицы — агрогородок.
- Чайчицы — посёлок.
- Чаплицы — посёлок.
- Чаплицы — деревня.
- Юлисино — посёлок.